# Luisa Švédská
Luisa Švédská (dánsky Louise Josephine Eugenie, narozená jako Lovisa Josefina Eugenia) (31. října 1851 Stockholm – 20. března 1926 Kodaň) byla v letech 1906–1912 jako manželka dánského krále Frederika VIII. dánská královna.
Narodila se v Královském paláci ve Stockholmu jako jediná přeživší dcera švédského a norského královského páru, krále Karla XV. a jeho manželky Luisy Oranžsko-Nassavské.
Luisa, přezdívaná pro svou dlouhou šíji Labuť, byla zbožná a vážná žena, jež se nerada účastnila kodaňského veřejného života, který považovala za příliš frivolní; nejlépe se cítila v roli matky a paní domu, věnovala se literatuře a umění. Podporovala řadu křesťanských dobročinných akcí a projektů v Dánsku i Švédsku. V této zemi byla patronkou různých institucí – jednou z nich byl např. Fond princezny Luisy, věnovaný chudým dětem.
Třebaže Luisa byla jediným potomkem svého otce, krále Karla XV., nemohla po něm zasednout na spojený švédský a norský trůn, neboť švédské nástupnické právo to nepřipouštělo. Po Karlově smrti tedy na trůn nastoupil jeho mladší bratr Oskar. Po oddělení Norska od Švédska v roce 1905 se prvním norským králem, následníkem jejího strýce na norském trůně, stal její druhý syn Karel jako Haakon VII.

## Původ a dětství
Švédská a norská princezna Luisa se narodila 31. října 1851 v královském paláci ve Stockholmu jako první dítě tehdejšího švédského a norského korunního prince Karla a jeho manželky, nizozemské princezny Luisy. Princezna Luisa patřila k dynastii Bernadotte, která vládla ve Švédsku od roku 1818. Její zakladatel Jean-Baptiste Bernadotte, jeden z generálů Napoleona Bonaparta, byl v roce 1810 zvolen švédským korunním princem a později v roce 1818 nastoupil na trůn jako král Karel XIV Jan. Oženil se s Désirée Claryovou, která byla kdysi zasnoubená s francouzským císařem. Syn Karla XIV, Oskar I., se oženil s Josefínou de Beauharnais, vnučkou Napoleonovy první manželky, císařovny Josefíny. Král Oskar I. a královna Josefína byli prarodiči princezny Luisy z otcovy strany.

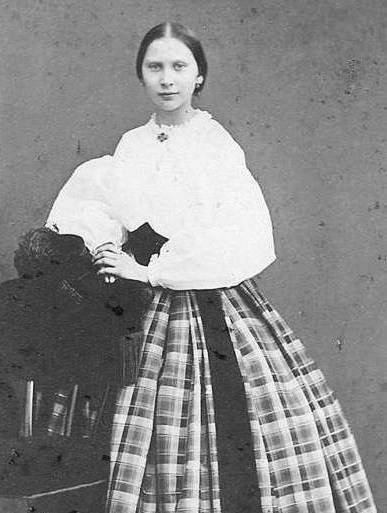
Princezna Luisa Švédská, 60. léta 19. století

V následujícím roce se narodil mladší bratr princezny Louisy, dlouho očekávaný následník trůnu, princ Karel Oskar, vévoda ze Södermanlandu. Malý princ však v roce 1854 zemřel a Luisa se ve třech letech stala jedináčkem. Tragédie se stala ještě větší, když vyšlo najevo, že její matka kvůli zranění, které utrpěla při porodu prince Karla Oskara, nemůže mít další děti. Matka údajně nabídla korunnímu princi Karlovi rozvod, což on odmítl. Luisa tak zůstala jedináčkem. To znamenalo, že trůn přejde na mladšího bratra jejího otce prince Oskara, protože ačkoli ve Švédsku již dříve existovaly ženské panovnice a ženské nástupnictví, švédský zákon o nástupnictví z roku 1810 ženské nástupnictví zrušil a zavedl agnatické nástupnictví.
8. července 1859, když bylo princezně Luise sedm let, zemřel její dědeček, král Oskar I., a její otec se stal švédským a norským králem pod jménem Karel XV. Po svém nástupu na trůn se její otec opakovaně pokoušel dosáhnout změny ústavy, která by uznala jeho dceru za předpokládanou dědičku švédského a norského trůnu. Tyto pokusy však byly marné, protože po roce 1858 již žádná krize v nástupnictví nenastala; Luisin strýc princ Oskar se stal otcem několika synů, počínaje narozením nejstaršího z nich v roce 1858, a existence mužského pohlaví v dynastii Bernadottů učinila kroky zbytečnými. Král si nemohl zajistit podporu pro ústavní změnu, která by vydědila jeho bratra a synovce jen proto, aby uspokojil svou touhu po nástupu vlastního potomka na trůn; dcera mohla v každém případě uzavřít výhodný sňatek a stát se královnou jiného království, což se přesně stalo v případě Luisy.
Luisa je často popisována jako milovaný a rozmazlovaný jedináček, kterého si rodiče hýčkali: vzhledově prý byla podobná matce, ale chováním otci, a je popisována jako energická, společenská, mužná a poněkud nehezká.
Luisa byla středem společnosti již jako dítě ve Stockholmu, kde pro ni byly v královském paláci pořádány dětské plesy, které byly považovány za nejdůležitější součást společenského života dětí ve společnosti a kterých se účastnili mimo jiné i její bratranci a sestřenice. Její akademické vzdělání zajišťovala vychovatelka Hilda Elfvingová. V roce 1862 se spolu se svou matkou stala studentkou Nancy Edbergové, průkopnice plavání pro ženy. Plavecké umění nebylo zpočátku považováno za zcela vhodné pro ženy, ale když ho královna a její dcera podpořily tím, že navštěvovaly lekce, plavání se rychle stalo módním a bylo přijato i pro ženy.

## Zasnoubení a manželství
Luisa se brzy po svém narození stala předmětem spekulací ohledně svého manželství. Nejoblíbenějším kandidátem byl dánský korunní princ Frederik (1843-1912), nejstarší syn a dítě dánského krále Kristiána IX. a královny Luisy. Tento svazek byl považován za žádoucí z několika důvodů. Navzdory v té době rozšířenému skandinavismu, ideologii, která podporovala úzkou spolupráci mezi skandinávskými zeměmi, byly vztahy mezi královskými rody Švédska a Norska a Dánska v této době velmi napjaté. Po smrti bezdětného dánského krále Frederika VII. v roce 1863 se objevily hlasy podporující dosazení Karla XV. nebo jeho bratra, švédského prince Oskara, na dánský trůn místo Kristiána IX. V Dánsku také panovalo zklamání nad tím, že Švédsko navzdory současnému skandinavismu nepodpořilo Dánsko proti Prusku během dánsko-německé války v roce 1864. Po roce 1864 začaly Švédsko-Norsko a Dánsko jednat o plánech na vytvoření určité formy symbolického usmíření mezi oběma národy, a to uspořádáním sňatku mezi princeznou Luisou a korunním princem Frederikem.

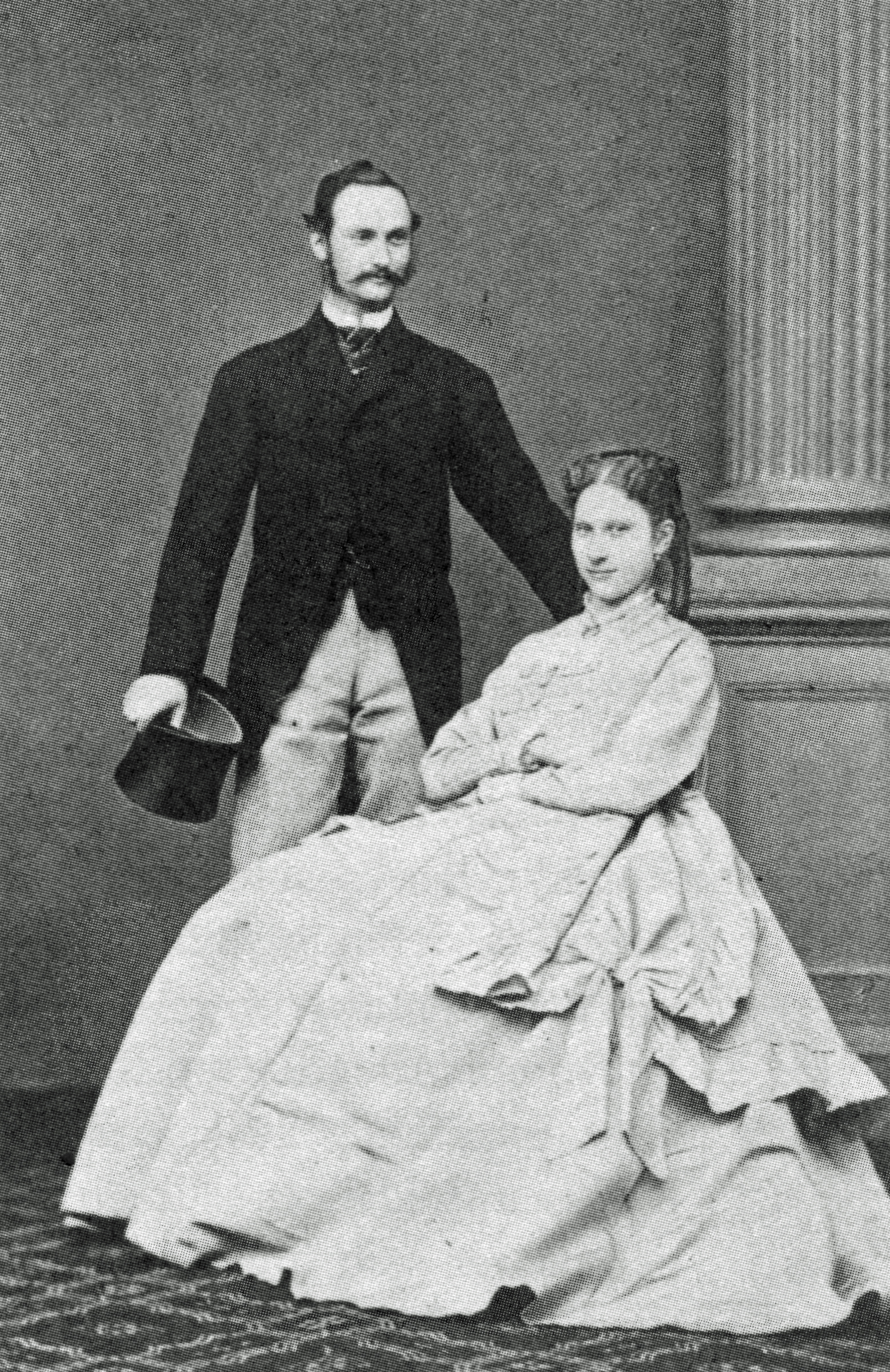
Princezna Luisa Švédská se svým manželem, dánským korunním princem Frederikem, c. 1870

Přesto měly obě strany k navrhovanému spojenectví výhrady. Karel XV. byl kritický vůči Kristiánovi IX., o jehož osobních kvalitách pochyboval, ale přesto chtěl, aby jeho dcera uzavřela výhodný sňatek a stala se dánskou královnou. Také dánská královská rodina měla ke spojenectví výhrady, protože princezna Luisa nebyla žádná krasavice a její budoucí tchyně, královna Luisa, se obávala, že její osobnost se do dánské královské rodiny nehodí. Po nedávné válce s Německem však byl sňatek upřednostněn před sňatkem s německou princeznou, který by byl pravděpodobnou alternativou.
Luisa a Frederik se poprvé seznámili v roce 1862, kdy bylo princezně jedenáct a princi devatenáct let. Karel XV. však nechtěl svou milovanou dceru nutit do domluveného sňatku, a proto ponechal konečné rozhodnutí zcela na jejím vkusu. 14. dubna 1868 se na zámku Bäckaskog ve Skandinávii uskutečnilo setkání Luisy a Frederika. Protože záleželo na tom, zda se Louise bude Frederikovi líbit, nebo ne, nebyli hosté o účelu setkání informováni. Kromě Frederika byl z dánské královské rodiny přítomen pouze dánský král. Po vzájemném setkání byli oba zjevně spokojeni a Luisa se sňatkem souhlasila. Pár se zasnoubil 15. června 1868 na hradě Bäckaskog. 
Během zasnoubení v zimě 1868-1869 se Luisa učila dánský jazyk a studovala dánskou literaturu, kulturu a historii u norského básníka a historika umění Lorentze Dietrichsona. Mladý pár byl oddán 28. července 1869 v kapli královského paláce ve Stockholmu uppsalským arcibiskupem Henrikem Reuterdahlem. Svatba byla ve Švédsku oslavována s velkou pompou. Sňatek uvítaly všechny tři země jako symbol nového skandinávismu. Luisa byla první švédskou princeznou provdanou do dánského královského rodu od středověku, kdy se princezna Ingeborg Švédská provdala za dánského krále Erika VI. Svatba princezny Luisy byla také prvním sňatkem švédské princezny od svatby princezny Ulriky Eleonory s Frederikem I. Hesenským v roce 1715 a Luisa se tak stala první provdanou princeznou z rodu Bernadotte.

## Dánská korunní princezna

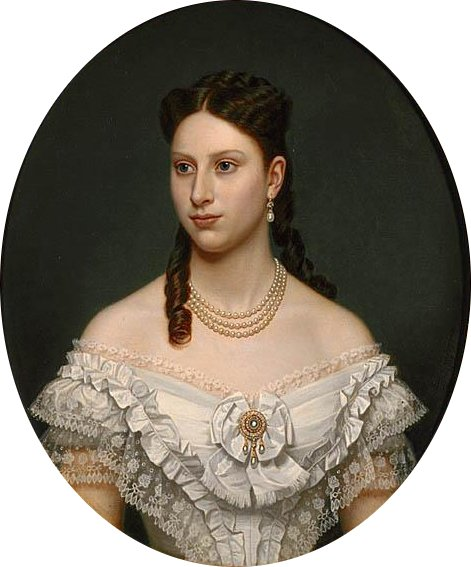
Dánská korunní princezna Luisa na portrétu Amalie Lindegren, c. 1873

Dne 10. srpna 1869 vstoupili novomanželé do Kodaně, kde se jim dostalo vřelého přivítání. Jako rezidenci manželé dostali palác Frederika VIII. z 18. století, který je součástí komplexu paláce Amalienborg v centru Kodaně. Jako venkovské sídlo obdrželi palác Charlottenlund, který se nachází na břehu Øresundské úžiny 10 km severně od Kodaně. Zde měli útočiště daleko od dvorského života na Amalienborgu a zde se jim narodilo osm dětí – čtyři synové a čtyři dcery:
- 1. Kristián (26. 9. 1870 Charlottenlund – 20. 4. 1947 Kodaň), jako Kristián X. král dánský v letech 1912–1947 a král islandský v letech 1918–1944[1]
⚭ 1898 Alexandrina Meklenbursko-Zvěřínská (24. 12. 1879 Schwerin – 28. 12. 1952 Kodaň), rodem meklenburská vévodkyně[2]
- 2. Karel (3. 8. 1872 Charlottenlund – 21. 9. 1957 Oslo), jako Haakon VII. norský král od roku 1905 až do své smrti[3]
⚭ 1896 Maud z Walesu (26. 11. 1869 Londýn – 20. 11. 1938 tamtéž), rodem britská princezna[4]
- 3. Louisa Dánská (17. 2. 1875 Kodaň – 4. 4. 1906 Ratibořice)[5] pohřbena společně s manželem na vojenském hřbitově v Náchodě[6]
⚭ 1896 Bedřich ze Schaumburg-Lippe (30. 1. 1868 Ratibořice – 12. 12. 1945 Žakš)[7]
- 4. Harald Dánský (8. 10. 1876 Gentofte – 30. 3. 1949 Kodaň), generálporučík královské dánské armády[8]
⚭ 1909 Helena Adléta Šlesvicko-Holštýnsko-Sonderbursko-Glücksburská (1. 6. 1888 Grünholz – 30. 6. 1962 Hellerup)[9]
- 5. Ingeborg Dánská (2. 8. 1878 Charlottenlund – 11. 3. 1958 Stockholm)[10]
⚭ 1897 Karel Švédský (27. 2. 1861 Stockholm – 24. 10. 1951 tamtéž), princ švédský a vévoda z Västergötlandu[11]
- 6. Thyra Dánská (14. 3. 1880 Kodaň – 2. 11. 1945 tamtéž), svobodná a bezdětná[12]
- 7. Gustav Dánský (4. 3. 1887 Charlottenlund – 5. 10. 1944 Kodaň), svobodný a bezdětný[13]
- 8. Dagmar Dánská (23. 5. 1890 Charlottenlund – 11. 10. 1961 Kongstedlund)[14]
⚭ 1922 Jørgen Castenskjold (30. 11. 1893 Kodaň – 21. 11. 1978 Rungsted), morganatické manželství[15]

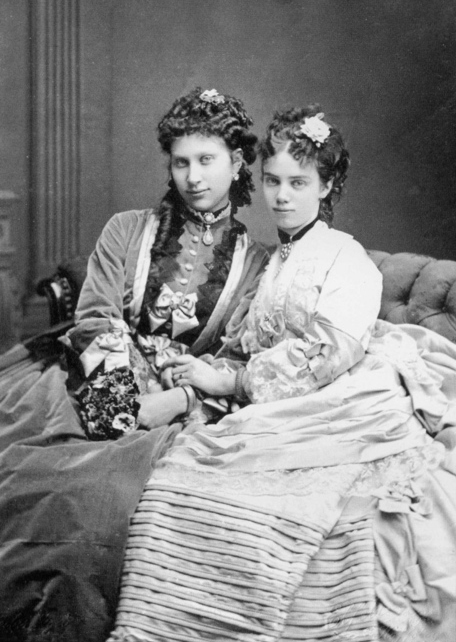
Dánská korunní princezna Luisa (vlevo) se svou švagrovou, princeznou Thyrou, 1873

Luisa prožila během svého dlouhého období ve funkci dánské korunní princezny těžké období, přestože se stala u veřejnosti velmi oblíbenou. Byla považována za inteligentní se schopností vystupovat populárně a bez námahy na oficiálních akcích, kde byla popisována jako majestátní a působivá. U dánského dvora a v královské rodině se však stala neoblíbenou a sňatek nevedl ke kýženému zlepšení vztahů mezi dánskou a švédskou královskou rodinou. Naopak, Luisa zažila ostrakizaci v královské rodině, které dominovala její tchyně, královna Luisa. Tchyně a švagrové ji neměly rády a její manžel byl příliš bázlivý na to, aby jí poskytl jakoukoli podporu proti své matce a sestrám. Pouze s nejmladší švagrovou, princeznou Thyrou, měla dobrý vztah. Její osobnost a upřímná povaha se nehodila k dánskému královskému dvoru, kde její drzá přímočarost mohla vyvolat zděšení. Když ji jednou tchyně viděla oblečenou v pařížské večerní róbě a nesouhlasně jí nařídila, aby si změnila účes, Luisa odpověděla stejně neformálně, jak byla zvyklá ve Švédsku: „Uklidni se, Pedersen!“ Tento incident přiměl královnu Luisu, aby jí a Frederikovi nařídila na tři měsíce opustit zemi. 
Rodina žila v zimě diskrétním životem na zámku Amalienborg a v létě na zámku Charlottenlund. V prvních letech manželství Luisa často navštěvovala Švédsko. V březnu 1871 byla přítomna u smrti své matky. Tehdy jí poskytla útěchu choť jejího strýce, Žofie Nasavská, která se stala její důvěrnicí a osobní přítelkyní. Během letního pobytu na paláci Charlottenlund u Öresundu mohla Luisa navštěvovat švédskou rodinu v jejich letním sídle, paláci Sofiero na druhé straně Öresundu, a přijímat od ní návštěvy, což pro ni bylo popisováno jako úleva a útěcha. Její tchyně však neměla švédskou královskou rodinu ráda a trvala na tom, aby byla nejprve informována a požádána o povolení.
Frederikův životní styl a cizoložství poškodily jeho popularitu a Luisu to trápilo. V roce 1879 navštívila svou tetu, švédskou královnu Žofii ve Stockholmu, aby ji požádala o radu; v té chvíli byla popisována jako rozrušená. Královna Žofie ji pak seznámila s lordem Radstockem a Gustafem Emanuelem Beskowem. Od té chvíle Luisa údajně našla útěchu v náboženství. Naučila se řecky, věnovala se studiu Bible a v roce 1884 se v Kodani setkala s lordem Radstockem. Spřátelila se s dánskou dvorní dámou Vandou Oxholmovou, s níž studovala Bibli. Zajímala se také o ruční práce, jako je zpracování kůže a malování.
Luisa byla popisována jako přísná, ale starostlivá matka, která svým dětem dopřála dětství plné náboženství a povinností. Díky dědictví po prarodičích z matčiny strany žila rodina dobře. Dlouho se vědělo, že si přeje, aby se její dcera znovu provdala do švédského královského rodu, což se také stalo, když se její dcera princezna Ingeborg v roce 1897 provdala za prince Karla, vévodu z Västergötlandu.
V roce 1905 se Norsko s dánskou podporou osamostatnilo od Švédska, což vyvolalo napětí mezi Dánskem a Švédskem, které jí ztížilo návštěvu Švédska.
Z ústavního hlediska nemohla Luisa zdědit švédský a norský trůn. Po jejím otci Karlovi XV. a IV. nastoupil jeho bratr Oskar II. Řízením osudu se Luisin syn, princ Karel, nakonec skutečně stal norským králem. Byl zvolen nástupcem jejího strýce na norském trůnu v důsledku osamostatnění Norska od Švédska v roce 1905.

## Dánská královna a královna matka

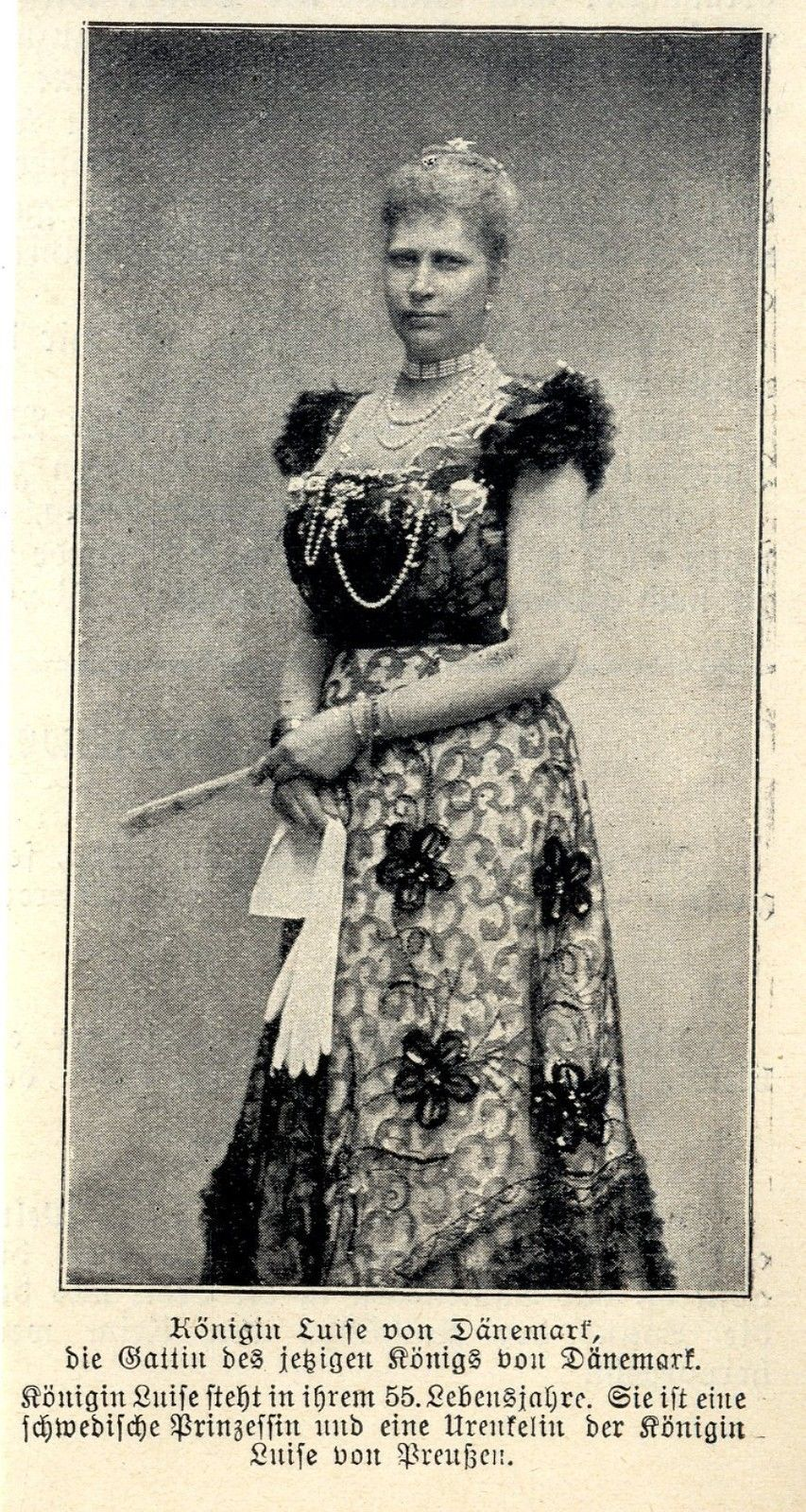
Dánská královna Luisa, 1906

V roce 1906 se Luisa stala dánskou královnou. Jako královna byla známá především díky mnoha charitativním projektům, které sdílela se svým chotěm. Nepotrpěla si na ceremoniální povinnosti a veřejné akce a žila diskrétním životem věnovaným svým dětem a zájmům o umění, literaturu a charitu.
Luisa ovdověla v roce 1912. Její nejstarší syn Kristián X. Dánský se stal novým dánským králem. Byla poslední vdovou po dánském panovníkovi, která oficiálně používala titul královna vdova. V letech 1915 až 1917 si postavila dům Egelund mezi Hillerødem a Fredensborgem, kde žila po zbytek svého života. 
Královna Luisa zemřela 20. března 1926 v kodaňském paláci Amalienborg a je pohřbena vedle svého manžela v katedrále v Roskilde.

## Tituly, oslovení a erb
- 31. října 1851 – 28. července 1869: Její Královská Výsost princezna Lovisa Švédská a Norská
- 28. července 1869 – 29. ledna 1906: Její Královská Výsost korunní princezna dánská
- 29. ledna 1906 – 14. května 1912: Její Veličenstvo královna dánská
- 1. května 1912 – 20. března 1926 Její Veličenstvo královna vdova dánská

| Marital erb královny Luisy Dánské |

## Vývod z předků
|                 |                                 |  |                   |                                              |  |  |  |  |  |  |  | Jean Henri Bernadotte |
|                 |                                 |  |                   |                                              |  |  |  |  |  |  |  |                       |
|                 | Karel XIV.                      |  |                   |                                              |  |  |  |  |  |  |  |                       |
|                 |                                 |  |                   |                                              |  |  |  |  |  |  |  |                       |
|                 |                                 |  |                   | Jeanne de St. Vincent                        |  |  |  |  |  |  |  |                       |
|                 |                                 |  |                   |                                              |  |  |  |  |  |  |  |                       |
|                 | Oskar I.                        |  |                   |                                              |  |  |  |  |  |  |  |                       |
|                 |                                 |  |                   |                                              |  |  |  |  |  |  |  |                       |
|                 |                                 |  |                   | François Clary                               |  |  |  |  |  |  |  |                       |
|                 |                                 |  |                   |                                              |  |  |  |  |  |  |  |                       |
|                 | Désirée Clary                   |  |                   |                                              |  |  |  |  |  |  |  |                       |
|                 |                                 |  |                   |                                              |  |  |  |  |  |  |  |                       |
|                 |                                 |  |                   | Françoise Rose Somis                         |  |  |  |  |  |  |  |                       |
|                 |                                 |  |                   |                                              |  |  |  |  |  |  |  |                       |
|                 | Karel XV.                       |  |                   |                                              |  |  |  |  |  |  |  |                       |
|                 |                                 |  |                   |                                              |  |  |  |  |  |  |  |                       |
|                 |                                 |  |                   | Alexandre de Beauharnais                     |  |  |  |  |  |  |  |                       |
|                 |                                 |  |                   |                                              |  |  |  |  |  |  |  |                       |
|                 | Evžen de Beauharnais            |  |                   |                                              |  |  |  |  |  |  |  |                       |
|                 |                                 |  |                   |                                              |  |  |  |  |  |  |  |                       |
|                 |                                 |  |                   | Joséphine de Beauharnais                     |  |  |  |  |  |  |  |                       |
|                 |                                 |  |                   |                                              |  |  |  |  |  |  |  |                       |
|                 | Joséphine de Beauharnais mladší |  |                   |                                              |  |  |  |  |  |  |  |                       |
|                 |                                 |  |                   |                                              |  |  |  |  |  |  |  |                       |
|                 |                                 |  |                   | Maxmilián I. Josef Bavorský                  |  |  |  |  |  |  |  |                       |
|                 |                                 |  |                   |                                              |  |  |  |  |  |  |  |                       |
|                 | Augusta Bavorská                |  |                   |                                              |  |  |  |  |  |  |  |                       |
|                 |                                 |  |                   |                                              |  |  |  |  |  |  |  |                       |
|                 |                                 |  |                   | Augusta Vilemína Marie Hesensko-Darmstadtská |  |  |  |  |  |  |  |                       |
|                 |                                 |  |                   |                                              |  |  |  |  |  |  |  |                       |
| 'Luisa Švédská' |                                 |  |                   |                                              |  |  |  |  |  |  |  |                       |
|                 |                                 |  |                   |                                              |  |  |  |  |  |  |  |                       |
|                 |                                 |  | Vilém V. Oranžský |                                              |  |  |  |  |  |  |  |                       |
|                 |                                 |  |                   |                                              |  |  |  |  |  |  |  |                       |
|                 | Vilém I. Nizozemský             |  |                   |                                              |  |  |  |  |  |  |  |                       |
|                 |                                 |  |                   |                                              |  |  |  |  |  |  |  |                       |
|                 |                                 |  |                   | Vilemína Pruská                              |  |  |  |  |  |  |  |                       |
|                 |                                 |  |                   |                                              |  |  |  |  |  |  |  |                       |
|                 | Frederik Nizozemský             |  |                   |                                              |  |  |  |  |  |  |  |                       |
|                 |                                 |  |                   |                                              |  |  |  |  |  |  |  |                       |
|                 |                                 |  |                   | Fridrich Vilém II.                           |  |  |  |  |  |  |  |                       |
|                 |                                 |  |                   |                                              |  |  |  |  |  |  |  |                       |
|                 | Vilemína Pruská                 |  |                   |                                              |  |  |  |  |  |  |  |                       |
|                 |                                 |  |                   |                                              |  |  |  |  |  |  |  |                       |
|                 |                                 |  |                   | Frederika Luisa Hesensko-Darmstadtská        |  |  |  |  |  |  |  |                       |
|                 |                                 |  |                   |                                              |  |  |  |  |  |  |  |                       |
|                 | Luisa Oranžsko-Nasavská         |  |                   |                                              |  |  |  |  |  |  |  |                       |
|                 |                                 |  |                   |                                              |  |  |  |  |  |  |  |                       |
|                 |                                 |  |                   | Fridrich Vilém II.                           |  |  |  |  |  |  |  |                       |
|                 |                                 |  |                   |                                              |  |  |  |  |  |  |  |                       |
|                 | Fridrich Vilém III.             |  |                   |                                              |  |  |  |  |  |  |  |                       |
|                 |                                 |  |                   |                                              |  |  |  |  |  |  |  |                       |
|                 |                                 |  |                   | Frederika Luisa Hesensko-Darmstadtská        |  |  |  |  |  |  |  |                       |
|                 |                                 |  |                   |                                              |  |  |  |  |  |  |  |                       |
|                 | Luisa Pruská                    |  |                   |                                              |  |  |  |  |  |  |  |                       |
|                 |                                 |  |                   |                                              |  |  |  |  |  |  |  |                       |
|                 |                                 |  |                   | Karel II. Meklenbursko-Střelický             |  |  |  |  |  |  |  |                       |
|                 |                                 |  |                   |                                              |  |  |  |  |  |  |  |                       |
|                 | Luisa Meklenbursko-Střelická    |  |                   |                                              |  |  |  |  |  |  |  |                       |
|                 |                                 |  |                   |                                              |  |  |  |  |  |  |  |                       |
|                 |                                 |  |                   | Frederika Hesensko-Darmstadtská              |  |  |  |  |  |  |  |                       |
|                 |                                 |  |                   |                                              |  |  |  |  |  |  |  |                       |